# Luigi Nicola Riserbato
Luigi Nicola Riserbato (Trani, 18 settembre 1969) è un politico italiano.

## Biografia
Diplomatosi al liceo classico di Trani nel 1988, si è laureato in giurisprudenza all'Università degli Studi di Bari nel 1992, specializzandosi in scienze delle autonomie costituzionali nel 1994. È stato inoltre sottotenente di complemento della Guardia di Finanza.
È stato eletto in consiglio comunale a Trani nel 2003 e una seconda volta nel 2007, mentre dal 2009 è consigliere provinciale della Provincia di Barletta-Andria-Trani, ricoprendo anche la carica di presidente del consiglio dal 27 luglio di quell'anno.
Alle elezioni amministrative del 2012 è candidato a sindaco di Trani per La Puglia Prima di Tutto, sostenuto dal Popolo della Libertà, Alleanza di Centro e liste civiche. Riserbato vince al secondo turno con il 50,8% di voti contro lo sfidante del centro-sinistra Ugo Operamolla, e il mandato ha inizio il 26 maggio 2012.
Nel dicembre 2014 viene arrestato insieme ad altri cinque funzionari pubblici per presunti illeciti in gare d'appalto, con l'accusa di peculato, truffa, concussione e associazione a delinquere. Rassegnate le dimissioni, il comune viene commissariato a partire dal 22 gennaio 2015 con la nomina prefettizia di Maria Rita Iaculli. Molte delle accuse sono state poi ritirate (truffa, associazione a delinquere, concussione), mentre il processo per gli illeciti nell'appalto per la vigilanza degli immobili comunali e sul voto di scambio ha avuto inizio il 27 giugno 2019.
Il 2 febbraio 2023 è stato assolto dal Tribunale di Trani con formula piena per non aver commesso il fatto, dopo avere anche rinunciato alla prescrizione dei capi di imputazione. Il sostituto procuratore della Repubblica di Trani Michele Ruggiero, originariamente titolare del fascicolo, è risultato condannato in via definitiva per violenza privata commessa nei confronti di testi.